# Edward Vernon

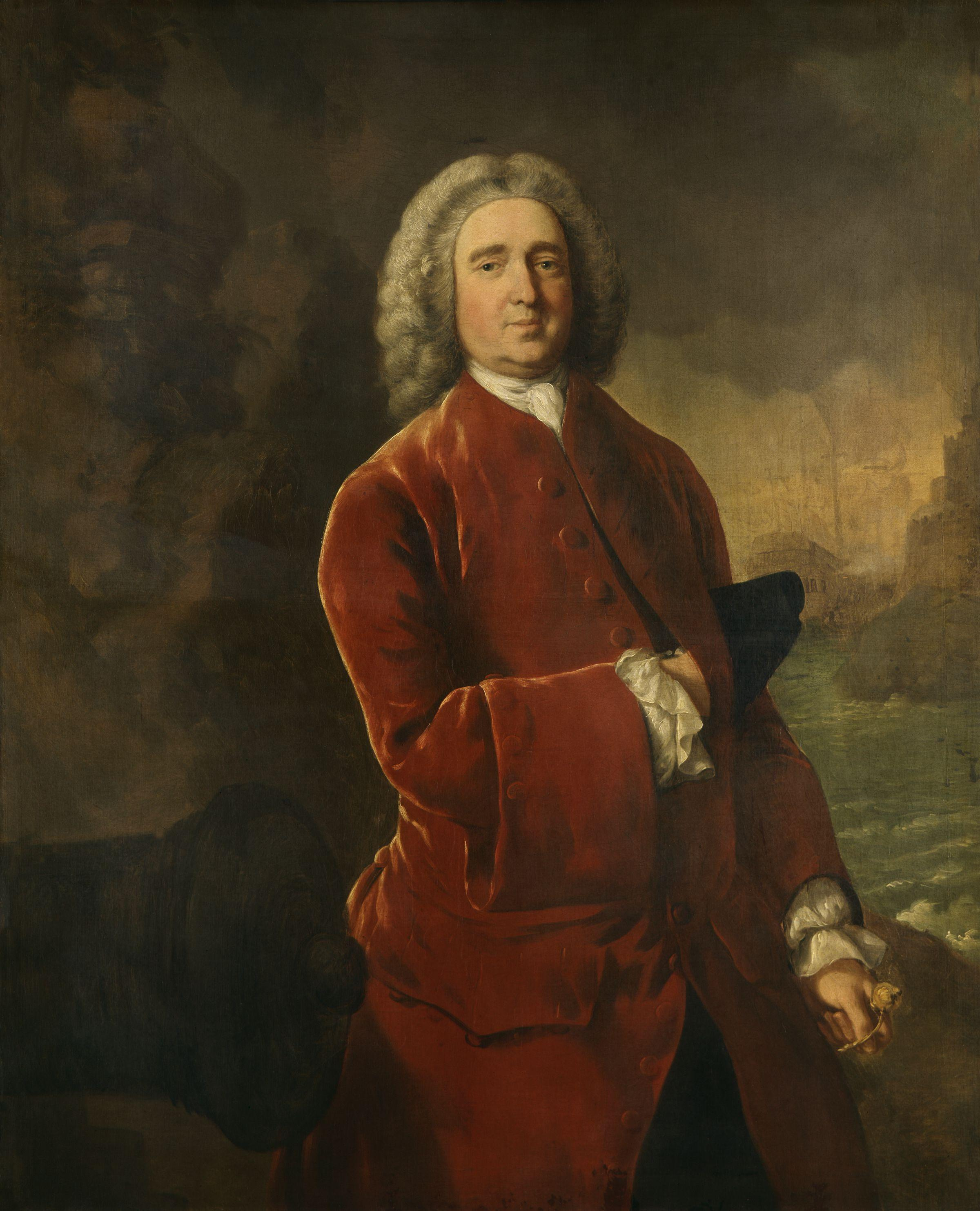
Admiral „Old Grog“ Vernon

Edward Vernon (* 12. Novemberjul. / 22. November 1684greg. in Westminster; † 30. Oktober 1757 in Nacton, Suffolk) war ein britischer Marineoffizier und Politiker, zuletzt im Rang eines Admiral of the White.

## Leben

### Frühe Karriere
Vernon war der zweite Sohn des Unterhausabgeordneten und späteren Herausgebers der London Gazette, James Vernon (1646–1727) aus dessen Ehe mit Mary Bruck († 1715), Tochter des Sir John Buck, 1. Baronet. James Vernon war zunächst Privatsekretär von James Scott, 1. Duke of Monmouth gewesen und wurde nach der Glorious Revolution Staatssekretär (1697–1702). Edward besuchte von 1692 bis 1700 die Westminster School, wo er Mathematik, Astronomie und klassische Sprachen studierte.
Vernons Karriere in der Royal Navy begann am 10. Mai 1700 als Freiwilliger oder King's Letter Boy an Bord der Shrewsbury (Captain Benjamin Hoskins), des Flaggschiffs Sir George Rookes. Bereits im Januar 1706 wurde er zum Captain befördert. Zwischen 1708 und 1712 absolvierte Vernon erste Einsätze in der Karibik und nach Ausbruch des englisch-spanischen Krieges im Dezember 1720 wurde er zum Commander-in-Chief der auf Jamaika stationierten britischen Flotteneinheiten ernannt. In dieser Funktion kreuzte er mit seinem Geschwader zum Schutz britischer Handelsschiffe zwischen der Nordküste Jamaikas und der Windward-Passage. Im Juni 1721 kehrte er von seinem Kommando nach England zurück.

### Umstrittenes Parlamentsmitglied und Aufstieg zum Nationalhelden
Im Jahr 1721 wurde Vernon ohne Gegenkandidat als Abgeordneter für das Borough Penryn in Cornwall ins Unterhaus (House of Commons) des britischen Parlaments gewählt. Bereits sein Vater hatte diesen Sitz mehrmals innegehabt. In den Jahren 1726 und 1727 nahm Vernon unter Admiral Charles Wager und John Norris an Operationen in der Ostsee teil und kehrte nach dem Tod König Georgs I. nach England zurück, wo er erneut für Penryn ins Parlament einzog. Durch seine von flammender Rhetorik begleitete Kritik am britischen Kriegsministerium machte er sich viele Feinde. Besonders umstritten war seine Argumentation, der Tod Admiral Francis Hosier und die Verluste des britischen Westindiengeschwaders im Jahr 1726 seien vermeidbar gewesen. Für seine Äußerungen in einer Rede zu den französischen Befestigungen in Dünkirchen erhielt er 1732 eine offizielle Rüge.
1739 zum Vice-Admiral befördert, bewarb sich Vernon noch vor Ausbruch des War of Jenkins’ Ear für das Kommando der britischen Seestreitkräfte in der Karibik. Schon bald nach seiner Ankunft in Port Royal, dem britischen Flottenstützpunkt auf Jamaika, im Oktober 1739 errang Vernon seinen bedeutendsten Sieg. Am 20. November 1739 gelang ihm die Zerstörung aller spanischen Militäreinrichtungen von Puerto Belo im heutigen Panama und damit die Eroberung einer der wichtigsten Zwischenstationen der spanischen Silberflotte. Obwohl alle weiteren in den Jahren bis 1742 unternommenen Angriffe des britischen Expeditionskorps auf spanische Stützpunkte in der Karibik fehlschlugen, verstand es Vernon durch eine geschickte Informationspolitik, seinen Ruhm als britischer Nationalheld zu festigen. Zahlreiche, zu seinen Ehren geprägte Gedenkmedaillen und vor allem die Benennung der Dubliner und der Londoner Straße Portobello Road erinnern noch heute an seinen wichtigsten Sieg.
Besondere Aufmerksamkeit gebührt dabei dem erfolglosen Versuch Vernons, mit 186 Schiffen und 30.000 Mann (immerhin etwa 60 Schiffe mehr als die Spanische Armada Philipps II.) die gut befestigte, bedeutende Hafenstadt Cartagena de Indias (heute Kolumbien) einzunehmen, die von dem schwer kriegsbeschädigten spanischen Admiral Blas de Lezo verteidigt wurde. In der Überzeugung, dass die Einnahme gelingen würde, hatte Vernon bereits zuvor Münzen prägen lassen, auf denen sich der spanische Admiral vor ihm kniend ergab. Vernons Niederlage vor Cartagena sicherte der spanischen Krone für weitere 20 Jahre die Seeherrschaft in der Karibik.
Während seiner Zeit in Westindien machte Vernon auch die Bekanntschaft von Lawrence Washington, dem Halbbruder von George Washington. Lawrence nahm als Offizier auf dem Flaggschiff Vernons 1741 am War of Jenkins’ Ear in der Karibik teil. Später benannte Lawrence Washington seinen Landsitz Mount Vernon nach dem britischen Vizeadmiral.

### Ende der militärischen Karriere und Tod
Nach seiner Rückkehr nach England zog Vernon 1741 erneut, diesmal als Abgeordneter für das Borough Ipswich ins Suffolk, ins britische Parlament ein. In zahlreichen Artikeln, Briefen und Parlamentsreden äußerte Vernon sich fortan zu verschiedenen Aspekten der Seekriegsführung. Er trat für bessere Bedingungen auf den Schiffen der britischen Flotte und für eine bessere Behandlung der Matrosen ein. 1745 zum Admiral befördert, erhielt er das Kommando über eine Flotte, die sich zur möglichen Abwehr einer befürchteten französischen Invasionsflotte in den Downs sammelte. Seine kritische Einstellung gegenüber der Admiralität ließen ihn seinen Posten aber im Dezember 1745 vorzeitig niederlegen und im April 1746 schied er aus dem Marinedienst aus. Bis zu seinem Tod im Jahr 1757 war er Mitglied des Parlaments.

## Ehe und Nachkommen
Edward Vernon heiratete 1729 Sarah Best, Tochter des Brauers Thomas Best aus Chatham in Kent. Aus dieser Verbindung gingen drei Söhne hervor, die aber alle vor ihm starben.

## Old Grog
Die auf Schiffen der britischen Kriegsmarine übliche Schiffsration Rum führte zu Vernons Zeiten nicht selten zu Trunkenheit und Disziplinlosigkeit unter der Besatzung. Vernon ließ daher seine Matrosen den Rum nur noch mit Wasser verdünnt trinken. Später wurde das Getränk auch mit Zucker und Limettensaft versetzt. Vernons Spitzname war „Old Grog“, da er meist einen warmen Umhang aus Grogram trug, einem groben Stoff aus Seide und Wolle. Einer modernen Legende nach wurde dieser Name bald auf das neue Getränk übertragen, das seitdem als Grog bezeichnet wird. Diese Legende gilt aber heute als widerlegt. Bei der Royal Navy war „Grog“ noch bis 1970 Bestandteil der täglichen Schiffsration.

## Veröffentlichungen
- Original papers relating to the expedition to Carthagena, Cuba and Panama (1744)
- Admiral V----n's opinion upon the present state of the British navy (1744)
- A specimen of naked truth from a British sailor: a sincere wellwisher to the honour and prosperity of the present royal family and his country (1746)
- Seasonable advice from an honest sailor to whom it might have concerned, for the service of the C---n and C-----y (1746)
- Original letters to an honest sailor (1748)